# Mariyedi
Mariyedi är ett australiskt språk som talades av 20 personer år 1981. Mariyedi talas i Norra territoriet. Mariyedi tillhör dalyspråken.